# Romania ai Giochi della XXVI Olimpiade
La Romania partecipò ai Giochi della XXVI Olimpiade, svoltisi ad Atlanta, Stati Uniti, dal 19 luglio al 4 agosto 1996, con una delegazione di 165 atleti impegnati in diciotto discipline.

## Risultati
| Atleta | Classifica |                    |
| --- | --- | ------------------ |
| V · D · M Nazionale maschile rumena di pallanuoto · Giochi olimpici - Atlanta 1996 1 Lisac · 2 Dinu · 3 Totolici · 4 Bonca · 5 Sabău · 6 Fulgeanu · 7 Hagiu · 8 Sanda · 9 Stemate · 10 Moldvai · 11 Rath · 12 Radu · 13 Andrei · CT : Viorel Rus | 11° |                    |
| Nazionale maschile rumena di pallanuoto · Giochi olimpici - Atlanta 1996 | |                    |
| 1 Lisac · 2 Dinu · 3 Totolici · 4 Bonca · 5 Sabău · 6 Fulgeanu · 7 Hagiu · 8 Sanda · 9 Stemate · 10 Moldvai · 11 Rath · 12 Radu · 13 Andrei · CT: Viorel Rus                                                                                     | 1 Lisac · 2 Dinu · 3 Totolici · 4 Bonca · 5 Sabău · 6 Fulgeanu · 7 Hagiu · 8 Sanda · 9 Stemate · 10 Moldvai · 11 Rath · 12 Radu · 13 Andrei · CT: Viorel Rus | Romania (bandiera) |